# Mikael Niemi
Mikael Niemi (Pajala, 17 agosto 1959) è uno scrittore svedese.

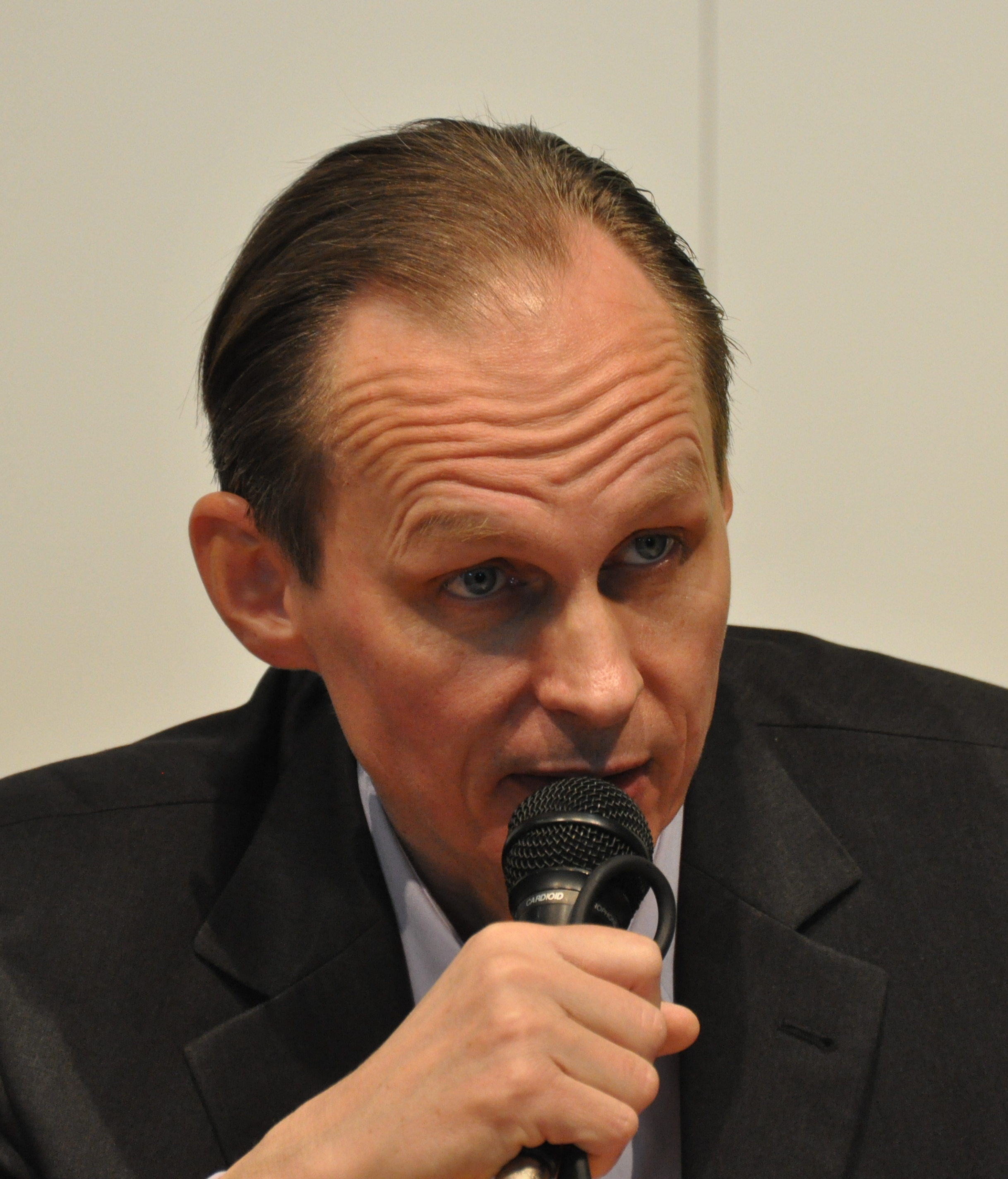
Mikael Niemi

Dopo studi di ingegneria elettrica, ha lavorato come insegnante e per una piccola casa editrice.
Dopo alcune raccolte poetiche e due racconti per ragazzi, Kyrkdjävulen (Il diavolo della chiesa) e Blodsugarna (Vampiri), pubblicati rispettivamente nel 1994 e nel 1997, raggiunge il grande successo di critica e pubblico con il romanzo Musica rock da Vittula (Populärmusik från Vittula) che si aggiudica il prestigioso Premio August nel 2000, supera le 800 000 copie e viene tradotto in 26 lingue. Dal romanzo è stata realizzata una trasposizione cinematografica di cui Niemi è stato co-sceneggiatore.

## Opere
- Rusning (1983)
- Näsblod under högmässan (1988)
- Mitt i skallen! (1988)
- Änglar med mausergevär (1989)
- Med rötter här uppe (1989)
- Kyrkdjävulen (1994)
- Blodsugarna (1997)
- Musica rock da Vittula (Populärmusik från Vittula, 2000, trad. it. 2002), Iperborea (ISBN 88-7091-107-1)
- Il manifesto dei cosmonisti (Svålhålet, 2004, trad. it. 2007), Iperborea (ISBN 978-88-7091-153-4)
- L'uomo che morì come un salmone (Mannen som dog som en lax, 2006, trad. it 2011), Iperborea (ISBN 978-88-7091-187-9)
- La piena (Fallvatten, 2012, trad. it. 2013), Iperborea (ISBN 978-88-7091-514-3)
- Cucinare un orso (Koka björn, 2017, trad. it. 2018), Iperborea (ISBN 978-88-7091-602-7)